# La Mouche espagnole (film, 1931)
Pour les articles homonymes, voir La Mouche espagnole et Die spanische Fliege.
Pour plus de détails, voir Fiche technique et Distribution.
Die spanische Fliege (litt. La Mouche espagnole, sorti en Belgique sous ce titre) est une comédie allemande de 1931 réalisée par Georg Jacoby et mettant en vedette Betty Bird, Lizzi Waldmüller et Fritz Schulz. Le scénario est basé sur la pièce de 1913 Die spanische Fliege de Franz Arnold et Ernst Bach.
Le film a été tourné aux studios Halensee à Berlin et a connu une seconde production en 1955.

## Fiche technique
- Titre original : Die spanische Fliege
- Titre français : La Mouche espagnole[2]
- Réalisation : Georg Jacoby
- Scénario : Franz Arnold
- Photographie : Karl Löb, Willy Winterstein
- Montage : Paul May
- Musique :
- Production :
- Pays de production :  Allemagne
- Langue originale : allemand
- Format : noir et blanc
- Genre : comédie
- Durée :  91 minutes
- Dates de sortie :
  - Allemagne : 9 décembre 1931
  - Belgique : 16 avril 1933 (Anvers)

## Distribution
- Betty Bird
- Lizzi Waldmüller
- Fritz Schulz
- Hans Brausewetter
- Oscar Sabo
- Julia Serda
- Lizzi Natzler
- Ralph Arthur Roberts
- Paul Westermeier
- Hans Hermann Schaufuss
- Gertrude Wolle
- Paul Biensfeldt
- Arthur Mainzer
- Henri Bender
- François Weber
- Laurie Lane
- Erika Helmke